# Александровский парк (Царское Село)
Алекса́ндровский парк — парк в составе Государственного музея-заповедника «Царское Село». Находится на территории города Пушкин в Санкт-Петербурге, памятник архитектуры XVIII—XIX веков.
Площадь — около 200 га. Примыкает к Екатерининскому дворцу со стороны парадного входа, откуда можно попасть в парк по Большому китайскому мосту. С другой стороны пройти в парк можно через ворота, расположенные у Александровского дворца.
Александровский парк делится на так называемый Новый сад (регулярный парк — парк с геометрически правильной планировкой) и пейзажный сад.

## Физико-географическая характеристика

### Рельеф и геологическое строение
Парк расположен на Приневской низменности, на склоне Балтийско-Ладожского уступа. В палеозое 300—400 миллионов лет назад вся эта территория была покрыта морем. Осадочные отложения того времени — песчаники, пески, глины, известняки — мощной толщей (свыше 200 метров) покрывают кристаллический фундамент, состоящий из гранитов, гнейсов и диабазов. Современный рельеф образовался в результате деятельности ледникового покрова (последнее, Валдайское оледенение, было 12 тысяч лет назад). После таяния ледника возникло Литориновое море. 4 тысячи лет назад море отступило и образовалась долина реки Невы. Долина сложена озёрно-ледниковыми и постледниковыми отложениями. Местность, на которой располагается Александровский парк, возвышенная, около 65 м над уровнем моря.

### Почвы, растительный мир и экология
До появления парка территория была покрыта хвойными лесами (сосновые и еловые) с примесью широколиственных пород и низинными болотами. Преобладают поверхностно-подзолистые в сочетании с торфяно-подзолисто-глеевыми почвами. В результате интенсивной хозяйственной деятельности людей естественный ландшафт повсеместно уступил место культурному ландшафту.
Экологически это наиболее чистый район благодаря природному микроклимату и жёсткой природоохранной политике администрации.

## История

### Предыстория парка
В шведское время (1609—1702) на территории Александровского парка существовала усадьба шведского магната — Сарская мыза (фин. Saari mojs, швед. Sarishoff — «возвышенное место»). Это была небольшая усадьба, состоявшая из деревянного дома, хозяйственных пристроек к нему и скромного сада, разделённого двумя перпендикулярными аллеями на четыре квадрата. Впервые это поселение упоминается в составе Никольского Ижорского погоста в "Переписной окладной книге по Новгороду Вотской пятины 1501 года. На картах, составленных для Бориса Годунова, поместье имеет название «Сарица». Позднее, под влиянием русской народной этимологии, название трансформировалось в «Сарскую мызу», затем в «Саарское село», и, наконец, стало Царским Селом.
После изгнания шведов из этого района Пётр I подарил мызу А. Д. Меншикову, а позднее, 13 (24) июня 1710 год по указу императора Сарская мыза (вместе с 43 приписанными деревнями и угодьями) была подарена Марте Скавронской, ставшей в 1712 году его женой под именем Екатерины Алексеевны. В 1718—1724 годах по проекту архитектора Иоганна Браунштейна здесь вырос небольшой двухэтажный каменный дворец, окружённый подсобными постройками. С западной стороны от дворца находился Зверинец — отгороженный участок леса, в котором содержали кабанов, лосей и зайцев для царской охоты. В 1720-е годы на северной части Зверинца на реке Кузьминке была сделана плотина. Образовавшийся большой пруд, не имевший правильной геометрической формы, дал начало работам по созданию пейзажной части Александровского парка. В 1750-е годы Зверинец обнесли каменными стенами с бастионами по углам. В его центре на пересечении радиальных просек архитектор С. И. Чевакинский построил по своему проекту парковый павильон Монбижу (фр. Mon bijou — «моя драгоценность»). Павильон с богатейшей декорацией фасадов и обилием позолоченных деталей оправдывал своё название.
В первых десятилетиях XVIII века начались работы по прокладке каналов и созданию озёр, так как естественных рек и озёр в этой местности не было. Первоначальные затруднения с водой в Царском Селе были так велики, что во время пребывания здесь императорского двора приходилось доставлять воду в чанах из Петербурга. Большой пруд не имел никаких источников для питания водой, кроме дождевых и болотных вод. Проблема водоснабжения была решена лишь после того, как в 1749 году прорыли Виттоловский канал от ключей близ деревни Большое Виттолово. Ключи выходят на поверхность в местности, которая на 9,5 м выше уровня Большого пруда в Екатерининском парке. Обводнение повлекло за собой создание системы каналов в Александровском парке. Территорию ограничили глубоким и широким Крестовским каналом. А затем, уже в конце XVIII века, провели Таицкий водовод от ключей в районе посёлка Тайцы, расположенного в 16 километрах юго-западнее царской резиденции.

### Императорская резиденция

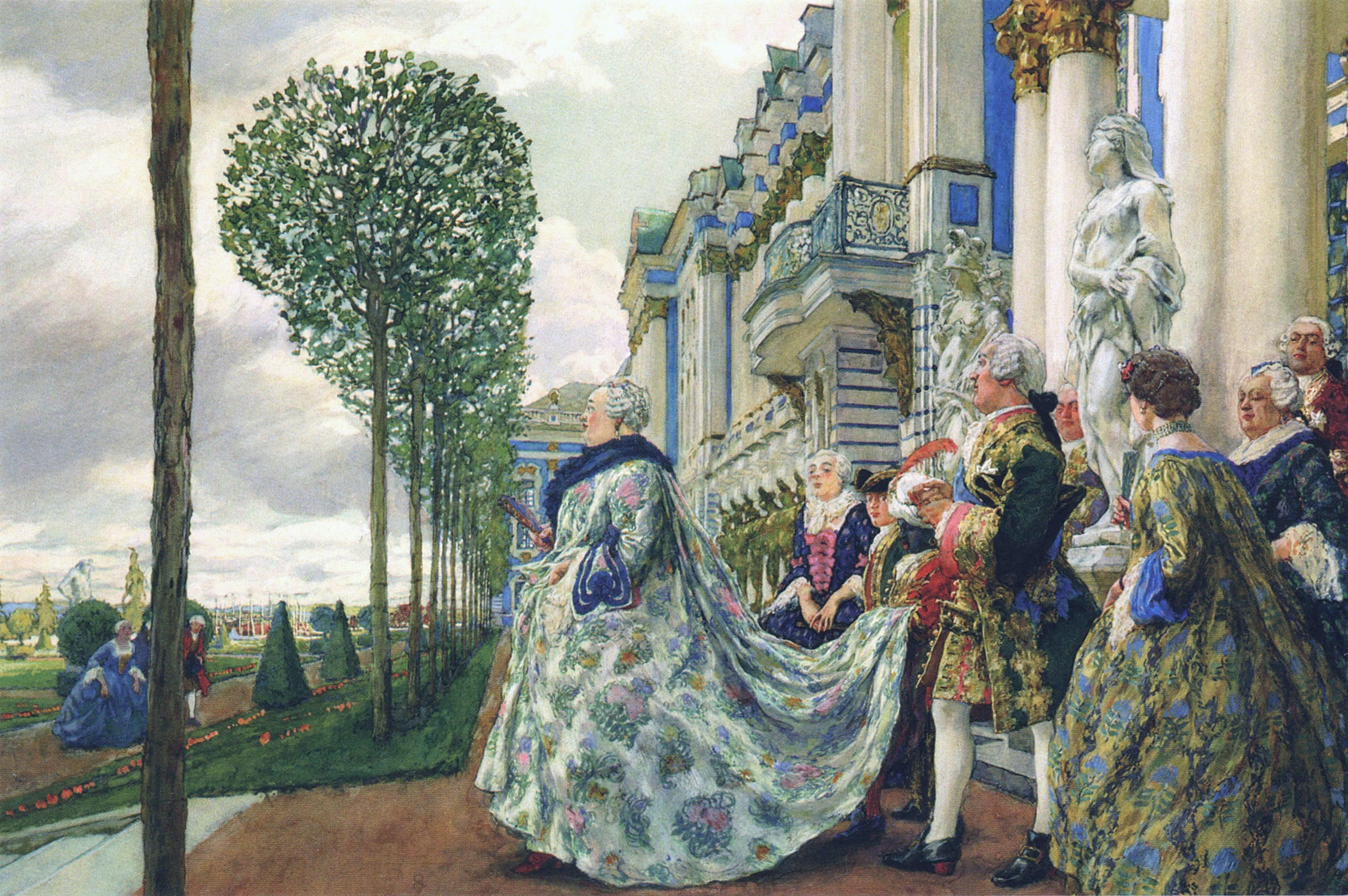
Е. Е. Лансере. Императрица Елизавета Петровна в Царском Селе. Гуашь. 1905

В царствование Елизаветы Петровны Царское село стало императорской резиденцией. В 1740—1750-е годы скромный дворец Екатерины I перестраивается в роскошную летнюю резиденцию. С 1744 года по замыслу архитектора А. В. Квасова старое петровское здание было переделано, надстроено и связано галереями с двухэтажными флигелями по бокам. Вскоре эту работу продолжил русский зодчий С. И. Чевакинский. Через несколько лет и новый дворец показался недостаточно парадным и было решено его вновь переделать. С 1751 года по 1756 год реконструкцию Екатерининского дворца вёл архитектор Ф. Б. Растрелли. Работы велись круглый год, реконструкция потребовала огромных средств. Растрелли поднял галереи до уровня корпусов и с исключительным богатством и пышностью отделал фасады. В основных чертах дворец и сейчас имеет облик, который был придан ему Растрелли. В 1755 году из третьего Зимнего дворца сюда перенесли Янтарный кабинет.
В 1780-е годы в соответствии с пристрастием к модным китайским мотивам по проекту архитекторов Ч. Камерона и В. Неелова строится целая «китайская деревня». Здесь должны были появиться 18 домов, составляющих единый ансамбль в китайском стиле с пагодой в центре. В результате были построены Китайский театр (сгорел осенью 1941 года), мостики, Большой и Малый капризы в китайском стиле.
В 1792 году архитектор Д. Кваренги приступил к постройке большого дворца, названного впоследствии Александровским. В 1810—1820-е годы Зверинец, утративший к этому времени своё охотничье предназначение, был превращён в обширный пейзажный парк. Это сопровождалось постройкой ряда сооружений, имевших утилитарное значение: небольшая царская ферма, где предполагалось содержать крупный рогатый скот лучших западноевропейских и российских пород; павильоны для лам и для слонов; здание Пенсионерных конюшен, для лошадей, «состоящих на пенсионе». Иной характер носили три крупных сооружения пейзажной части парка: Монбижу, перестроенный для размещения в нём коллекции оружия и воинских доспехов и названный Арсеналом, Шапель (искусственная руина готического характера) и Белая башня. При въезде в Александровский парк со стороны Красносельского шоссе в 1823—1824 годах архитектор А. А. Менелас возвёл два симметричных каменных павильона с чугунными воротами между ними.

### Советский период
В 1918 году дворцово-парковый комплекс национализирован и музеефицирован. 9 июня 1918 года Екатерининский дворец принял первых посетителей. В течение 1919 года музеи Детского Села посетили 64 тысячи человек, а только за летний сезон 1920 года — уже более 56 тысяч.
18 сентября 1941 года город Пушкин был оккупирован германскими войсками, уничтожившими и повредившими многие сооружения ансамбля, похитившими некоторые произведения искусства (в том числе убранство Янтарной комнаты Большого дворца). Здание Александровского дворца было превращено в казарму, а его подвал — в тюрьму для советских воинов. Пушкин был освобождён войсками под командованием генерала И. В. Хазова 24 января 1944 года в ходе Красносельско-Ропшинской операции. После освобождения Екатерининский дворец представлял собой руины. Пострадали не только дворцы, но и большинство парковых павильонов, памятники, мосты, и ограды.
Ещё в годы войны началось восстановление комплекса. В 1946 году Александровский парк был открыт для посетителей. В первую очередь был отреставрирован менее пострадавший Александровский дворец. В 1957 году начались предпроектные работы по реставрации Екатерининского дворца. В 1959 году открыты для обозрения первые шесть восстановленных залов дворца. Реставрационные работы продолжаются до сих пор.
В январе 1983 года дворцово-парковому ансамблю города Пушкина был присвоен статус заповедника, который в 1990 году получил своё нынешнее название: Государственный музей-заповедник «Царское Село».

### Современный период
В 1989 году дворцы и парки ансамблей города Пушкина были внесены в список всемирного наследия ЮНЕСКО (протокол ICOMO № 540—006 от 1990 г.). В рамках подготовки к празднованию 300-летия Царского Села, которое отмечалось в 2010 году, в Александровском парке были проведены реставрационные работы и открыты для посетителей: скульптуры Большого Китайского моста (2010 год), Трясучий (Висячий) мостик, павильон «Белая башня» (2012 год). В 2009 году Александровский дворец был передан от военных организаций в ведение музея-заповедника и с этого момента начались реставрационные работы. Уже закончены работы в анфиладе парадных залов дворца (Полукруглый зал, Портретный зал и Мраморная гостиная). В 2014 году завершилась реставрация Ратной палаты, в которой разместилась музейная экспозиция, посвященная Первой мировой войне. В 2016 году завершились реставрационные работы в павильоне «Арсенал», в котором ныне доступна постоянная экспозиция «Царскосельский Арсенал. Императорская коллекция оружия».

## Схема парка
|                           |                                   |                                      |
| 1. Большой Китайский мост | 9. Куртина «Грибок»               | 17. Белая башня                      |
| 2. Крестовый мост         | 10. Трясучий мостик               | 18. Ратная палата                    |
| 3. Малый каприз           | 11. Гора «Парнас»                 | 19. Императорская ферма              |
| 4. Китайская деревня      | 12. Китайский театр (руины)       | 20. Арсенал                          |
| 5. Большой каприз         | 13. Драконов мост                 | 21. Пенсионерная конюшня             |
| 6. Шапель                 | 14. Детский домик, кладбище собак | 22. Кладбище лошадей                 |
| 7. Теплицы                | 15. Александровский дворец        | 23. Павильон лам (руины)             |
| 8. Китайские мостики      | 16. Кухонный корпус               | 24. Красносельские (Слоновые) ворота |

## Новый сад

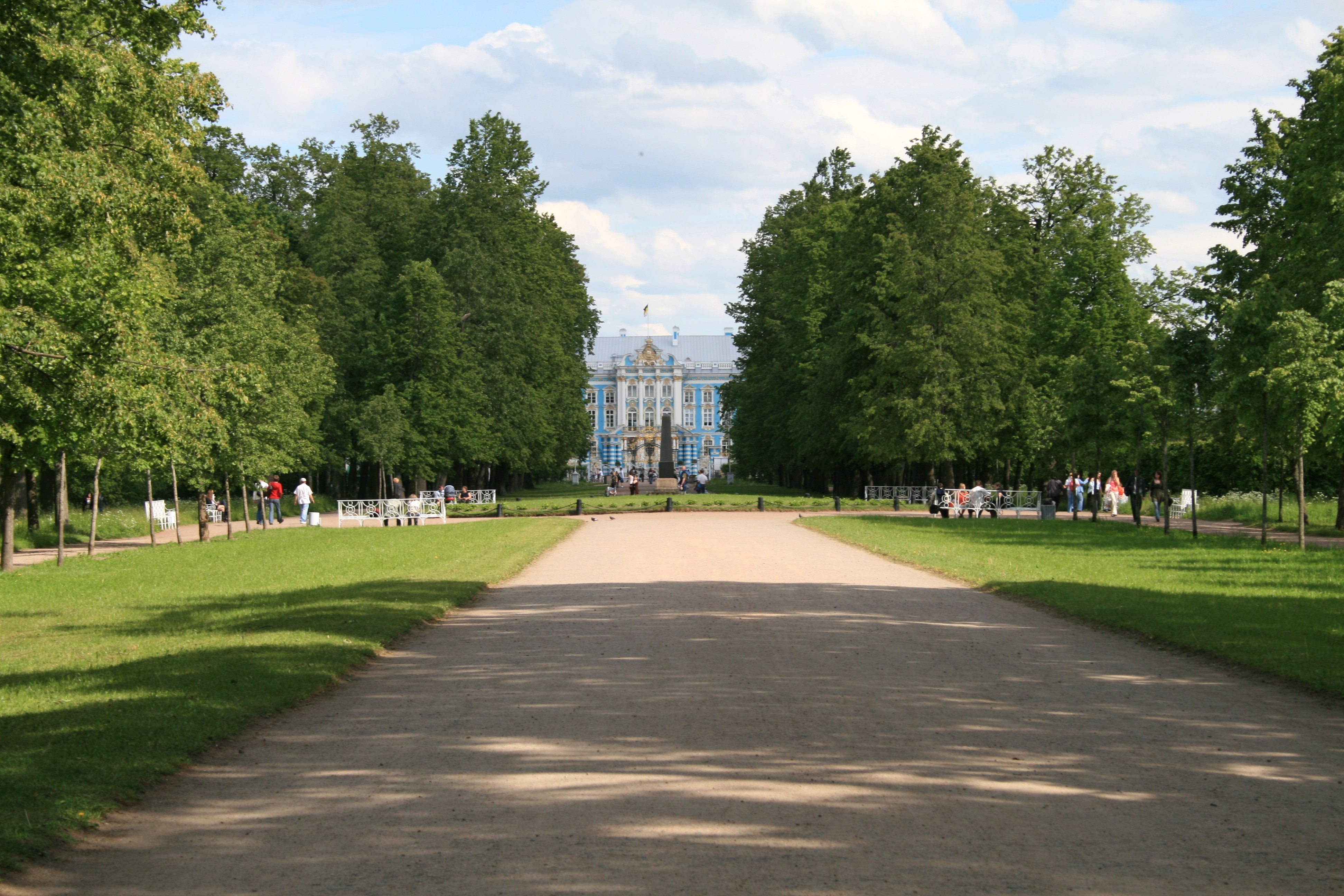
Главная аллея Александровского сада. В глубине — Екатерининский дворец

Новый сад был разбит в 1740 году. Прилегает к Большому дворцу с северо-запада и служит связующим звеном между Зверинцем и ансамблем дворца.
Сразу за Большим китайским мостом идёт прямая широкая липовая аллея, которая является основной осью Нового сада. Пересечение этой аллеи с широкой просекой образует четыре квадрата со сторонами около 200 м и является основой планировки этой части парка. С четырёх сторон сад окружен Крестовым каналом, прорытым в 1748—1749 годах.
Создавался Новый сад под руководством садовых мастеров К. Шрейдера и М. А. Кондакова, вероятно по проекту архитектора Н. Жирара и С. И. Чевакинского (автор проекта планировки не установлен). Со временем планировка сада несколько изменилась: в квадрате справа от Китайского моста во второй половине XVIII века были созданы живописные пруды с полуостровками. В квадрате слева расположена куртина «Грибок». Центром третьего квадрата является насыпная гора «Парнас», а композиционным ядром четвёртого — Китайский театр.
К концу 1750-х годов интерес к регулярным садам постепенно утрачивался, и замысел Нового парка так и не был осуществлён в полном объёме.

### Большой китайский мост
Объект культурного наследия народов РФ федерального значения. Рег. № 781510319380206 (ЕГРОКН). Объект № 7810445023 (БД Викигида)

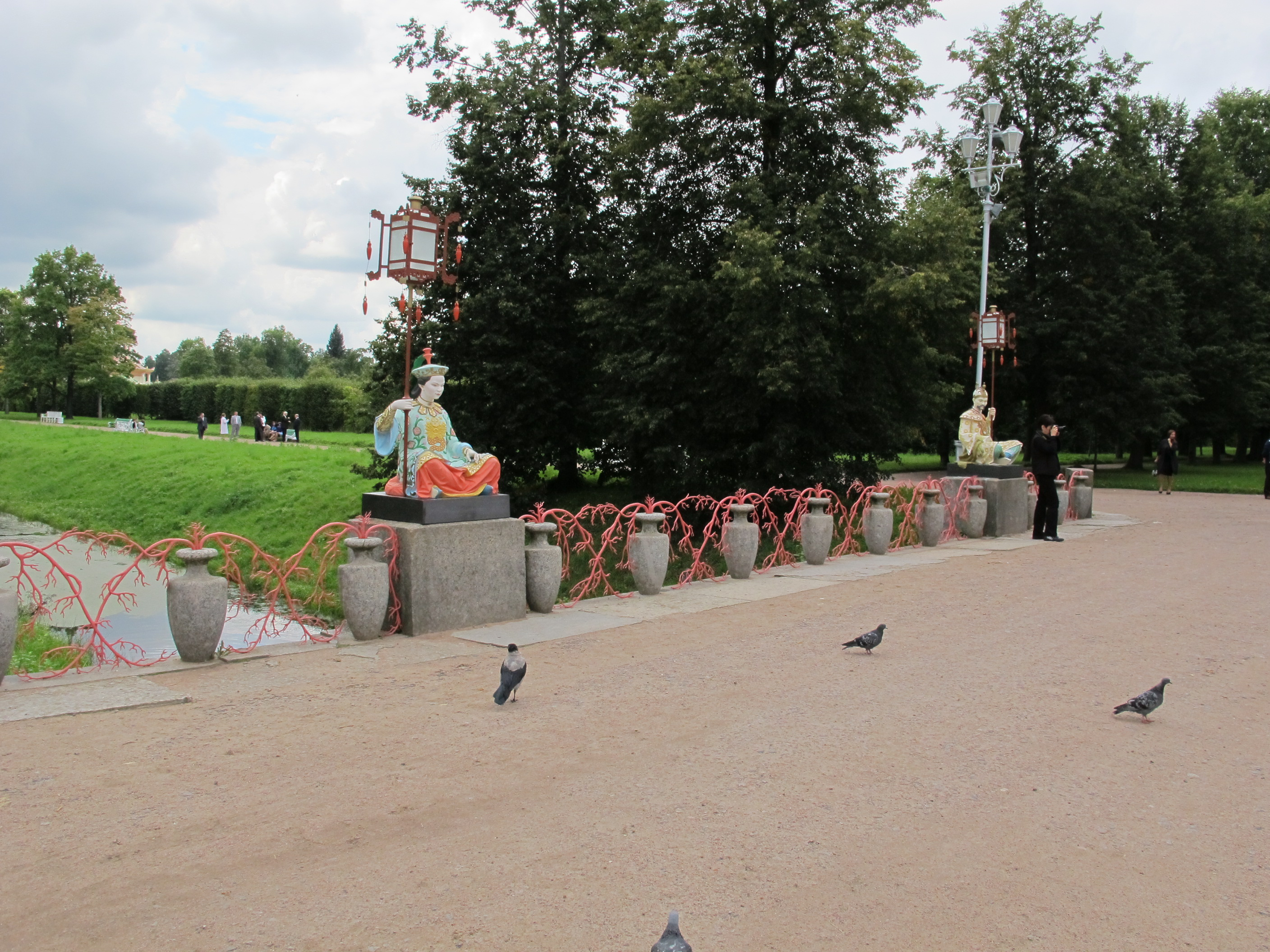
Большой китайский мост, 2011 год

Построен в 1785 году по проекту архитектора Ч. Камерона. Расположен со стороны центральных ворот в Александровский сад со стороны парадного плаца Екатерининского дворца. Мост выполнен из розового гранита, парапет оформлен в виде больших каменных ваз со свисающими переплетёнными ветвями красных кораллов (выкованных из железа). Изначально, Большой китайский мост был украшен каменными (известняковыми) фигурами четырёх китайцев, сидящих на постаментах. Во второй половине XIX века окончательно обветшавшие фигуры были заменены на раскрашенные цинковые. Работы проводились под наблюдением придворного архитектора Ипполита Монигетти. Во время Великой Отечественной войны скульптуры моста погибли и были восстановлены лишь в 2010 году.

### Куртина «Грибок»

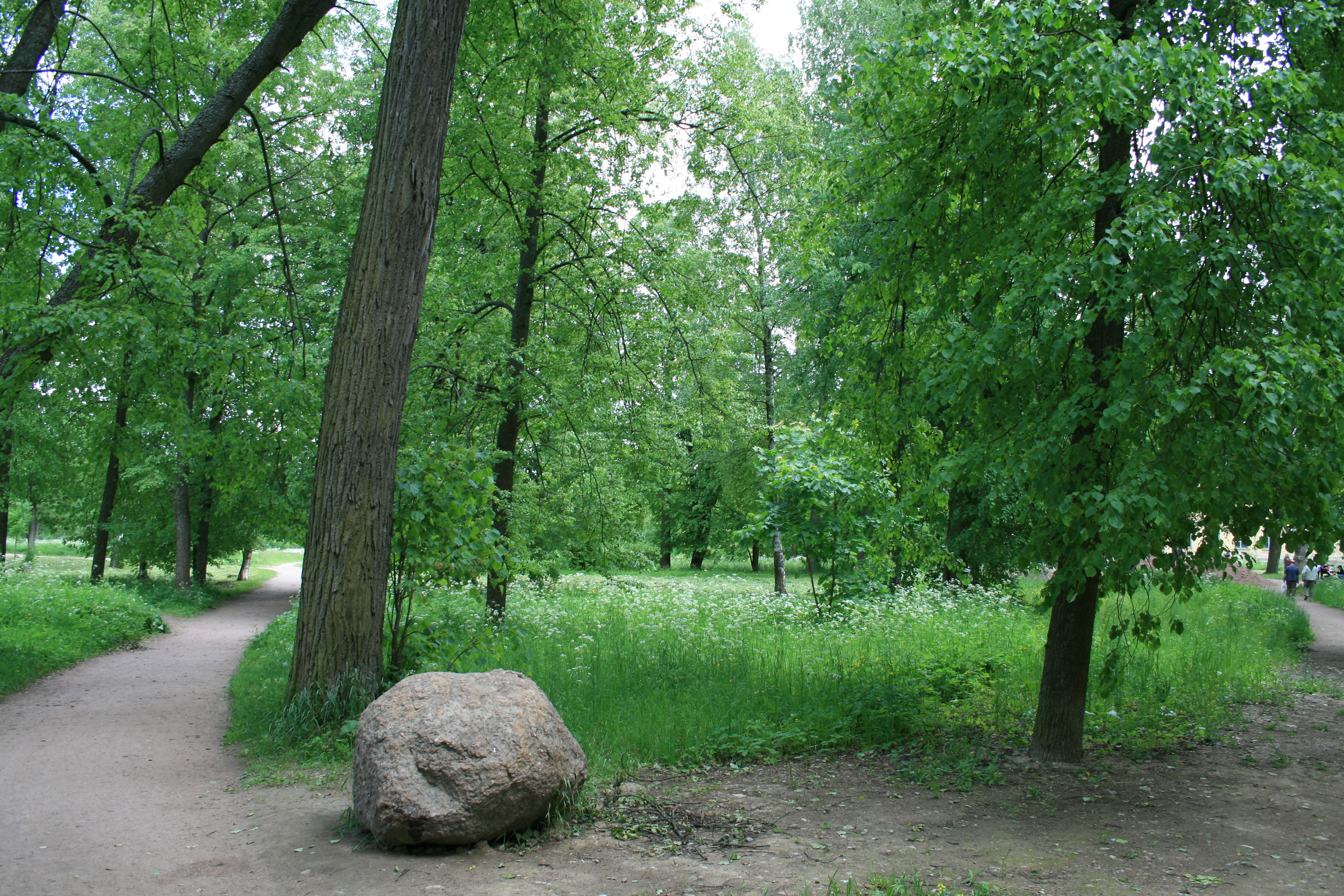
Дорожки Александровского парка.

Куртина в парковой архитектуре — крупная группа из нескольких десятков деревьев и кустарников одной породы. Куртина «Грибок» получила своё название от стоявшей здесь с конца XVIII века беседки с крышей в форме гриба. Беседка была разобрана в начале XIX века, а планировка куртины в целом сохранилась: в центре, на небольшом возвышении, находится круглая площадка, от которой лучами расходятся восемь аллей.

### Гора «Парнас»

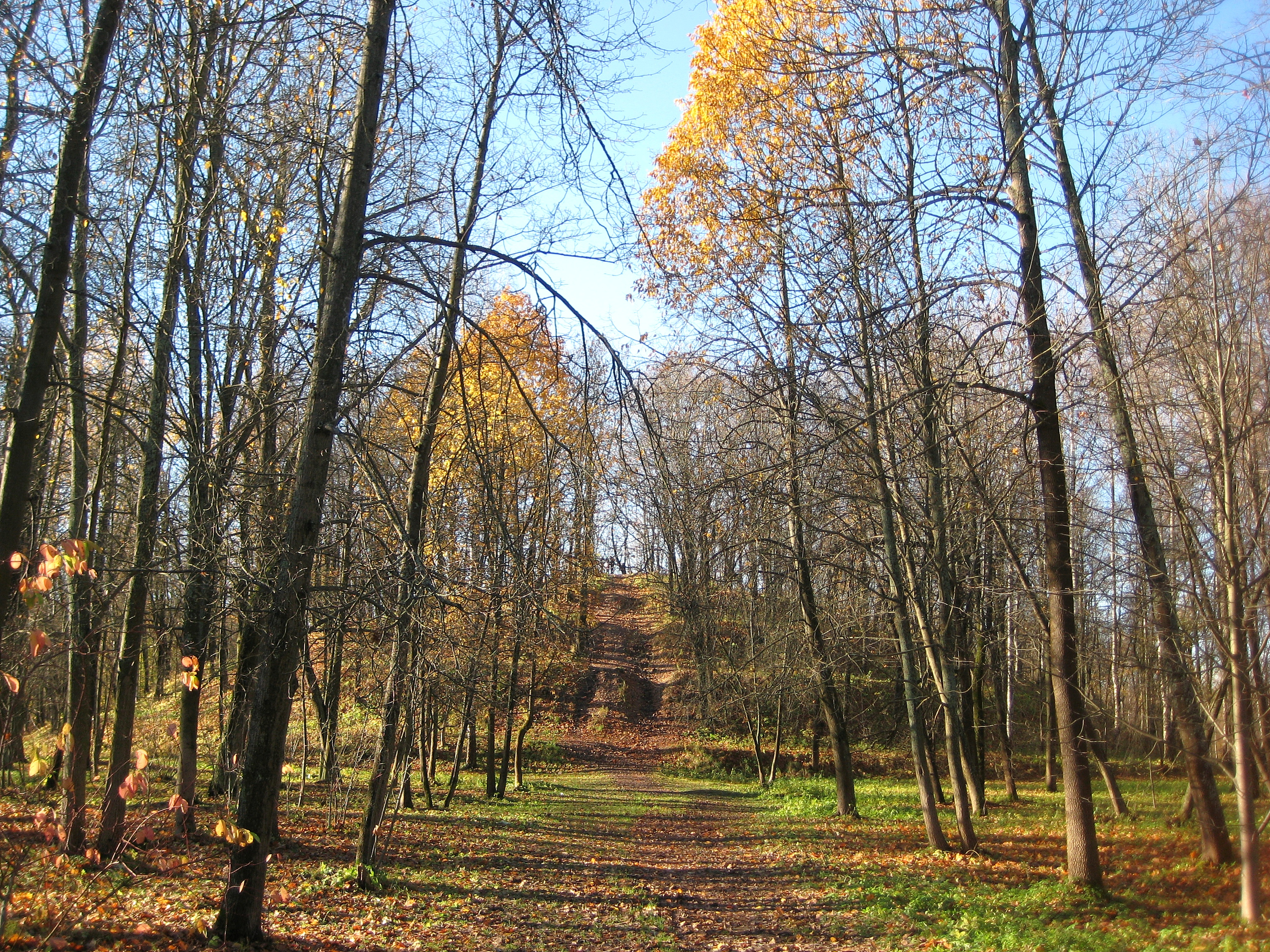
Гора «Парнас»

Насыпной холм, на вершину которого ведёт извивающаяся дорожка, обсаженная деревьями. Такие «горы» конической формы со срезанной вершиной и спускающейся по склонам пологой дорогой, обсаженной кустарником, строились в парках эпохи Возрождения и в регулярных садах XVIII века. На вершине горы Парнас планировалось поставить беседку, но замысел так и не был осуществлён.

### Китайский театр
Объект культурного наследия народов РФ федерального значения. Рег. № 781510319380066 (ЕГРОКН). Объект № 7810445018 (БД Викигида)
Расположен слева от входа в парк. Строительство начато в 1778 году по проекту, разработанному архитектором Антонио Ринальди, а велось под руководством И. В. Неелова, который внес в первоначальный замысел некоторые изменения.
Здание имело вполне европейские черты и скромность внешнего убранства: белые стены были украшены пилястрами, широким карнизом и узкими стрельчатыми наличниками на дверях и окнах. Лишь высокая кровля с загнутыми «по-китайски» углами указывала на увлечение востоком, модным для того времени.
Внутренне убранство отличалось пышностью и было выполнено в «китайском вкусе».
13 июня 1779 года на сцене Китайского театра состоялся первый спектакль. Композитор Джованни Паизиелло представил Екатерине II оперу «Дмитрий Артаксеркс». В дальнейшем сцена театра видела множество премьер и представлений.
В 1908—1909 годах под руководством придворного архитектора С. А. Данини был произведен капитальный ремонт здания. 15 сентября 1941 года при обстреле города Пушкина уникальное сооружение почти полностью сгорело. В настоящее время существуют планы восстановления театра.

### Драконов мост
Объект культурного наследия народов РФ федерального значения. Рег. № 781510319380216 (ЕГРОКН). Объект № 7810445025 (БД Викигида)

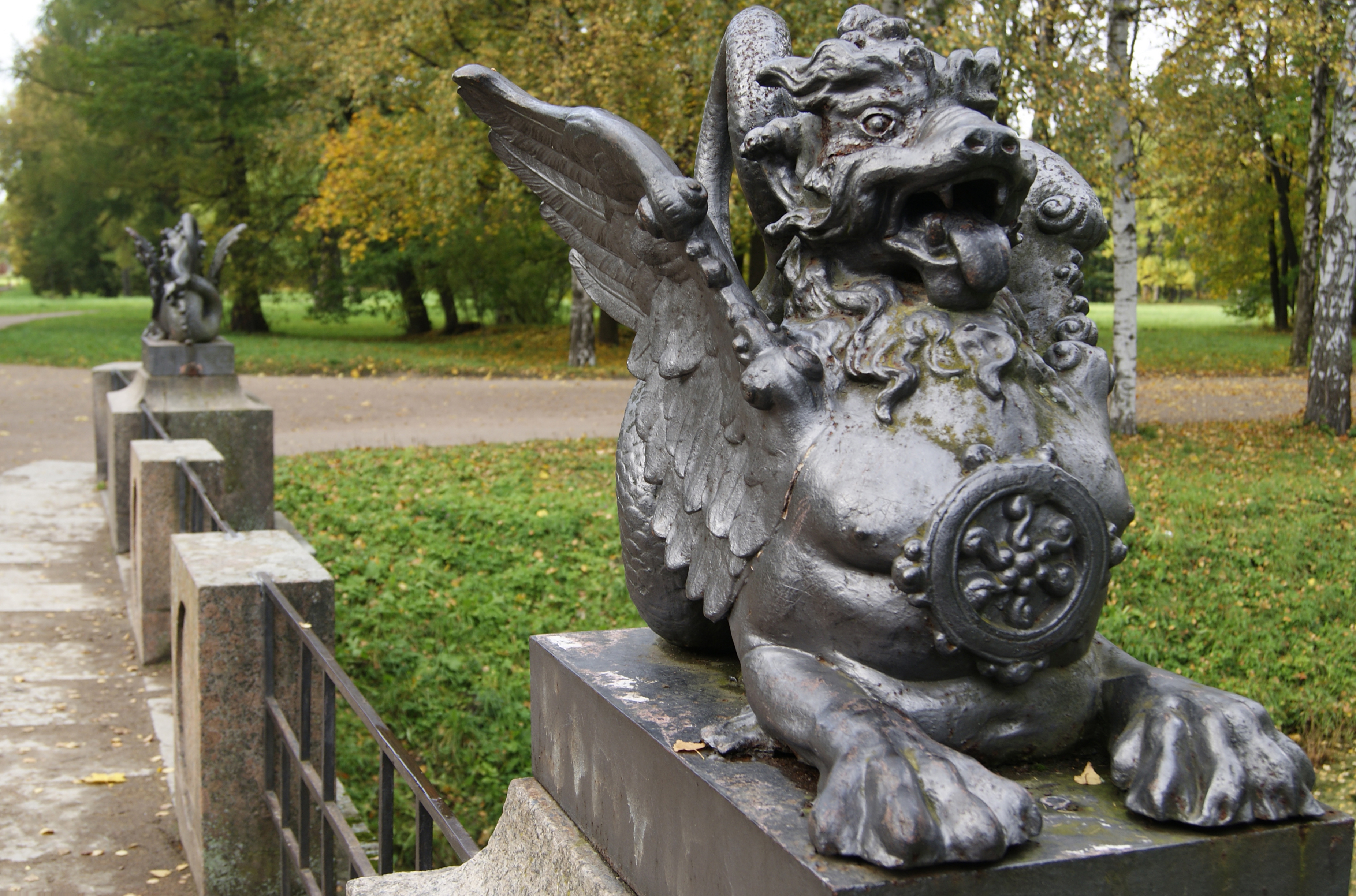
Драконов мост

Сооружен одновременно с Большим китайским мостом. В его архитектуре также нашло отражение увлечение Китаем, характерное для России рубежа XVIII и XIX веков. Мост украшают четыре выразительные фигуры крылатых драконов, установленные на гранитных пьедесталах. Первоначально при строительстве моста в царствование императрицы Екатерины II фигуры были выполнены из известняка, ныне существующие чугунные драконы отлиты в 1860 году.

### Крестовый мост
Объект культурного наследия народов РФ федерального значения. Рег. № 781510319380236 (ЕГРОКН). Объект № 7810445027 (БД Викигида)

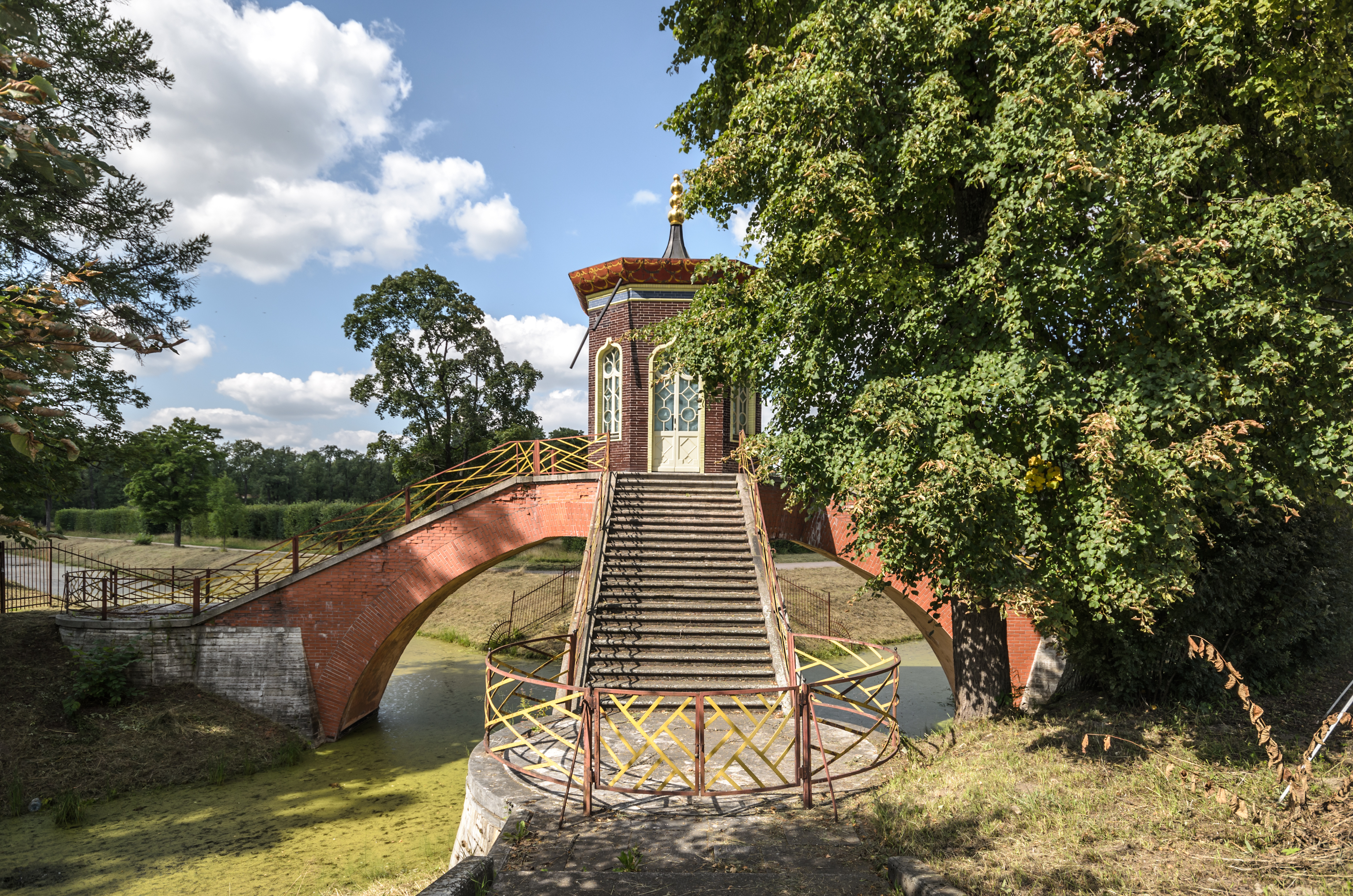
Крестовый мост

Крестовый мост перекинут через Крестовый канал. Постройка завершена в 1779 году. Мост стоит на четырёх всходах, ведущих к каменной «китайской» беседке, облицованной малиновым, жёлтым и голубым глазурованным кирпичом. Стены беседки прорезаны высокими стрельчатыми окнами. Изогнутая «китайская» крыша расписана «под рыбью чешую» и увенчана шпилем с нанизанными на него шарами. Замковый камень арок висит над водой. По аркам к беседке ведут четыре гранитные лестницы из двадцати трёх ступенек каждая.

### Большой каприз,Малый каприз
Объект культурного наследия народов РФ федерального значения. Рег. №№: 781610388740836, 781610388740606 (ЕГРОКН). Объекты №№: 7810445009, 7810445059 (БД Викигида)

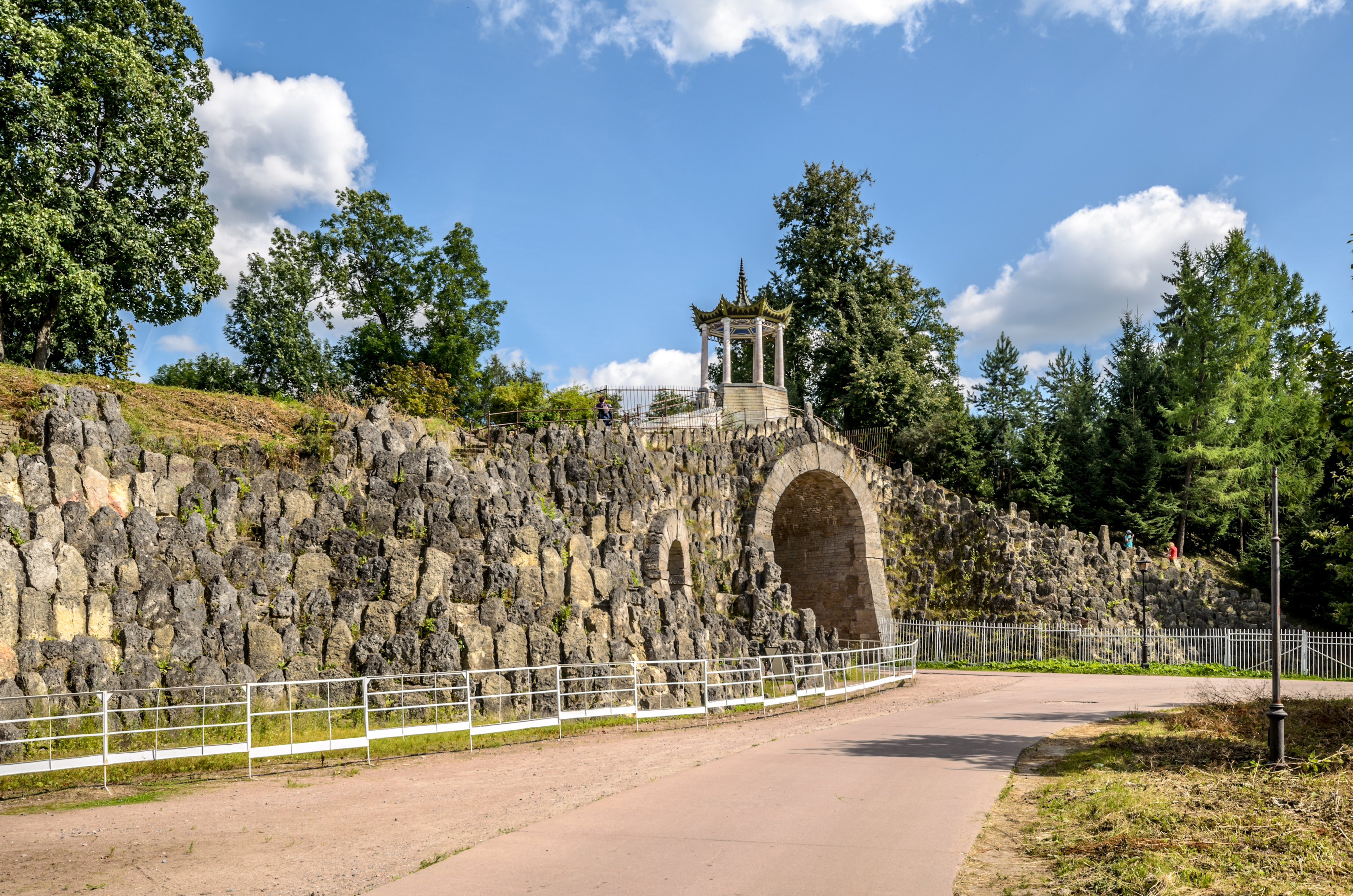
Большой каприз

Большой и Малый капризы представляют собой искусственно образованные насыпи с арочными пролётами над дорогой (называемой Подкапризовой дорогой). Согласно легенде, земляные арки-переходы были окрещены Большим и Малым капризами потому, что императрица Екатерина II, утверждая сметы на связанные с ними дорогостоящие строительные работы, долго колебалась, а, подписав, сказала: «Быть так, это мой каприз».
Архитектурный замысел Большого и Малого капризов принадлежал В. И. Неелову, который вместе с инженером и архитектором И. Герардом возвел их в 1770—1774 годах.
Большой каприз имеет грандиозную арку шириной более пяти и высотой более семи метров. Вторая, меньшая по размерам арка (Малый каприз) сооружена рядом — 350 метров на северо-восток по Подкапризовой дороге в сторону Большого Екатерининского дворца, в земляной насыпи. Для устройства земляной насыпи использовалась земля, полученную при выкапывании и углублении прудов. На вершине Большого каприза устроена беседка: восемь колонн розового мрамора поддерживают изогнутую «китайскую» кровлю с загнутыми вверх краями.

### Китайская деревня
Объект культурного наследия народов РФ федерального значения. Рег. № 781520319380406 (ЕГРОКН). Объект № 7810445014 (БД Викигида)

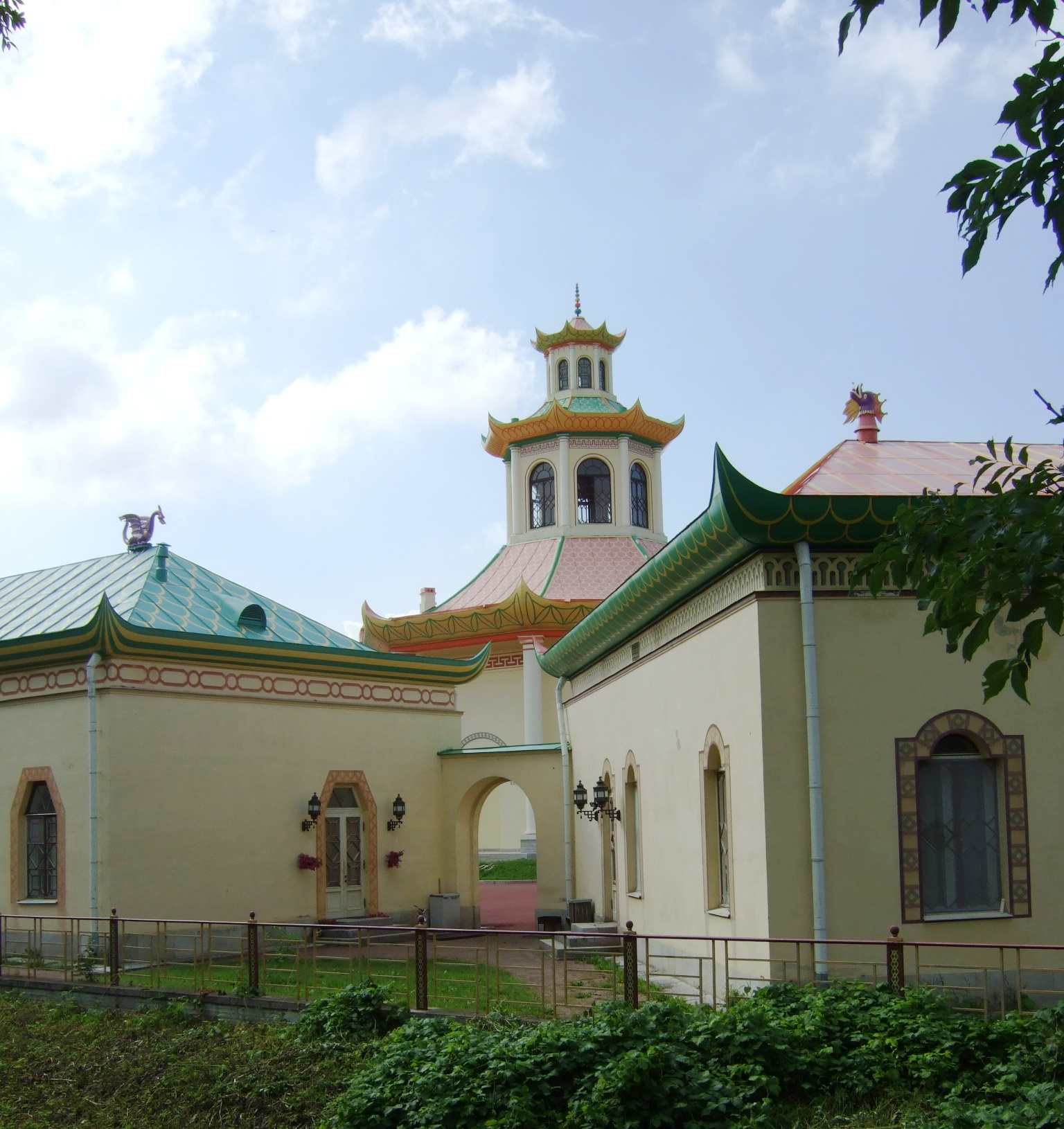
Китайская деревня

Китайская деревня построена в 1780-х годах архитекторами Ч. Камероном и И. В. Нееловым (замысел и первоначальный проект ансамбля, по мнению многих исследователей, принадлежит А. Ринальди).

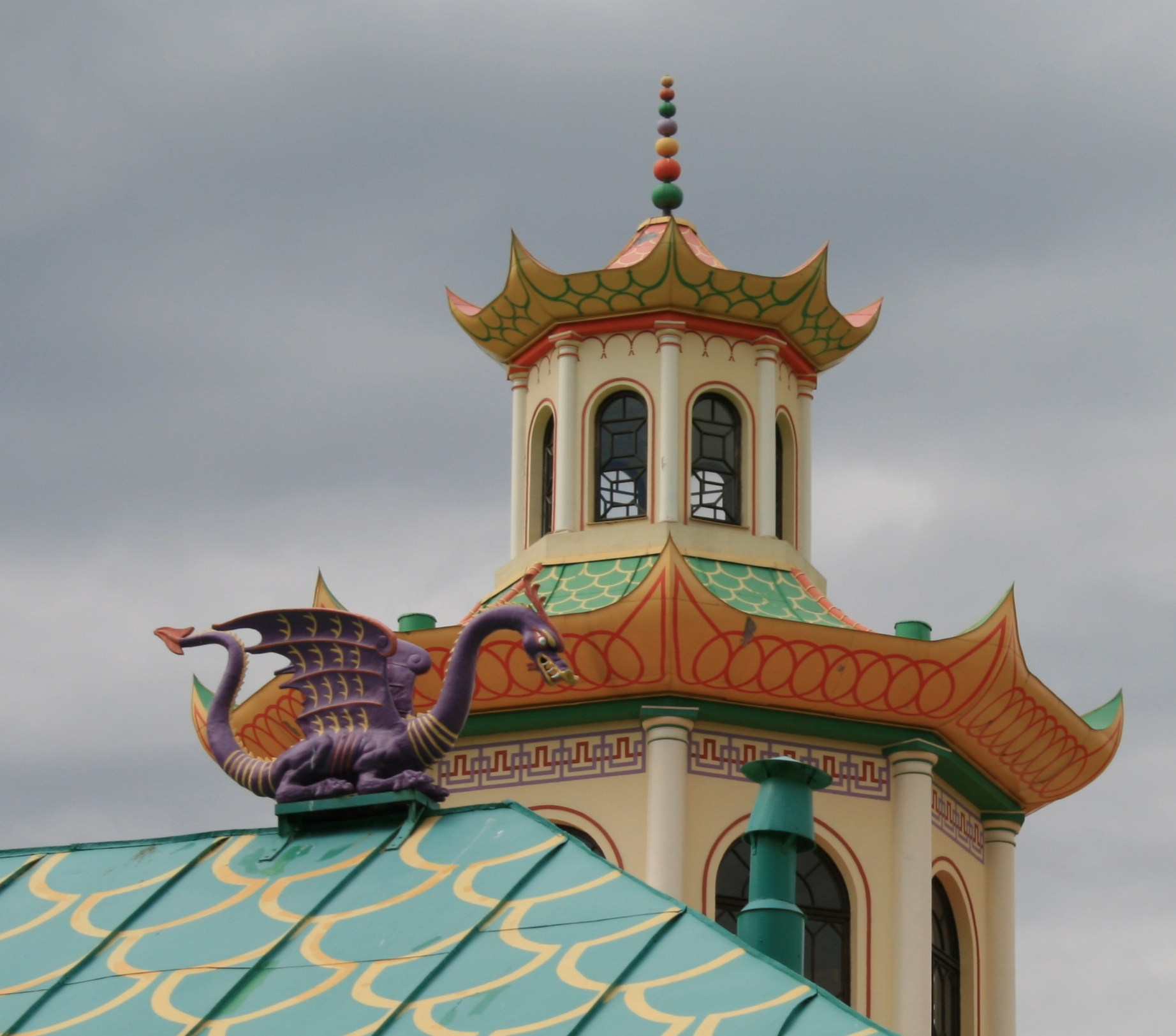
Дракон на крыше домика в Китайской деревне

Строительство Китайской деревни началось через десять лет после разработки её проекта. Из 18 запланированных одноэтажных домиков удалось построить только 10. Центром композиции стало здание «обсерватории». Первоначально стены домиков были облицованы глазурованной фаянсовой плиткой, изготовленной на фабрике А. Конради в Красном Селе, однако при первых же морозах плитка потрескалась, и в 1780 году Ч. Камерон распорядился оштукатурить здания и расписать их восточными орнаментами. Украшением домиков стали расписанные «шахматами» и «под рыбью чешую» изогнутые крыши с фигурами фантастических драконов. Со смертью императрицы Екатерины II строительство Китайской деревни было прекращено.
В 1817—1822 годах после ремонтных работ домики были превращены в квартиры: их соединили попарно и перепланировали внутри, приспособив под жилье. В XIX веке Китайская деревня использовалась как гостевые апартаменты. В Китайской деревне довольно часто жил русский историк Николай Михайлович Карамзин, именно здесь работавший над «Историей государства российского».
В настоящее время Китайская деревня полностью восстановлена. Домики вновь используются как гостевые и жилые апартаменты (28 элитных квартир) для иностранных специалистов датской компании «ТК Девелопмент Пушкин»

## Пейзажный парк

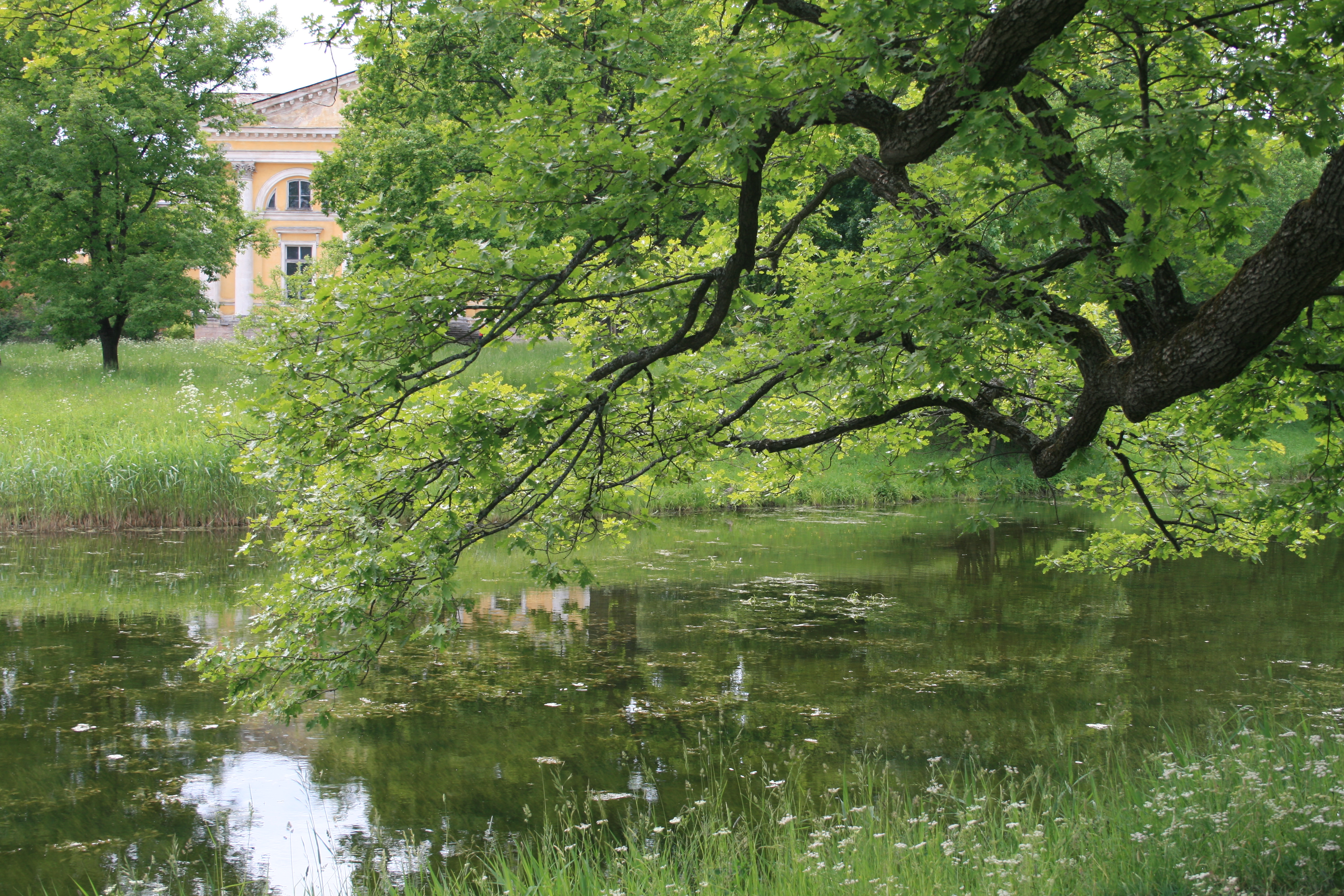
Александровский пейзажный парк. На заднем плане — Александровский дворец

Ещё при первой хозяйке Царского Села — Екатерине I — кусок естественного леса, примыкающий ко дворцу, огородили и устроили Зверинец, где для царской охоты содержались дикие звери.
В 1790-х годах началось строительство нового дворца — Александровского. Вокруг дворца было решено разбить пейзажный парк с тремя прудами и насыпными холмами. Естественный лес на территории Зверинца был превращен в парк с сетью дорог. Архитектор А. А. Менелас и художник И. А. Иванов за короткое время построил в новом парке целый комплекс неоготических зданий: Белую башню, Шапель, Арсенал, Ламский павильон, Пенсионерную конюшню. Стены Зверинца были разобраны в 1818—1823 годах.

### Александровский дворец
Объект культурного наследия народов РФ федерального значения. Рег. № 781510319380026 (ЕГРОКН). Объект № 7810445009 (БД Викигида)

### Детский домик
Объект культурного наследия народов РФ федерального значения. Рег. № 781520319380796 (ЕГРОКН). Объект № 7810445042 (БД Викигида)

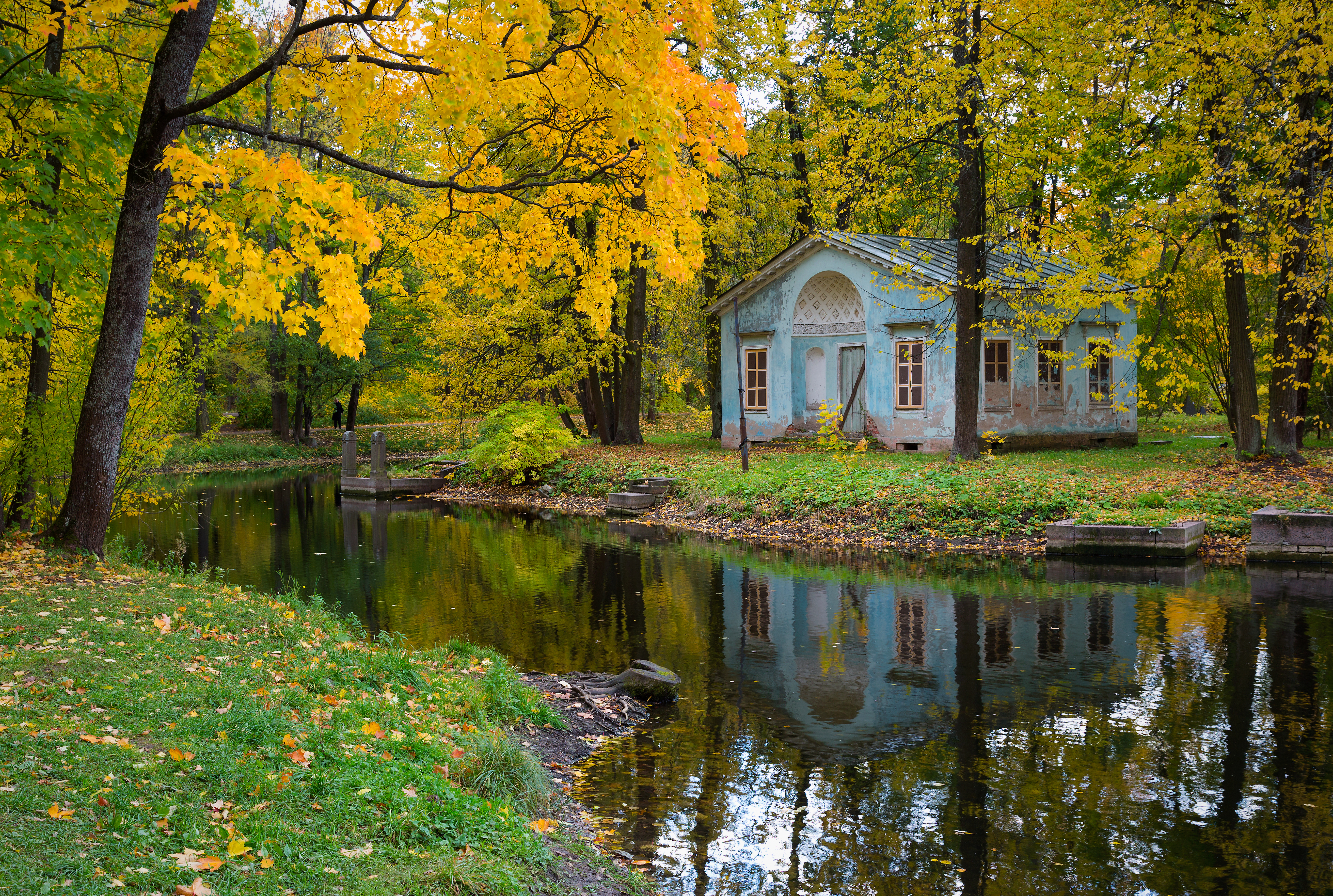
Детский домик

Недалеко от Александровского дворца, на островке, расположенном в центре пруда, находится Детский домик — небольшой павильон, голубого цвета, построенный в 1830 году для игр детей императора Николая I.
В домике была гостиная и четыре небольшие комнаты, отделанные довольно просто. До Великой Отечественной войны в них сохранялась детская мебель: в комнате великого князя Александра Николаевича обтянутая кожей, а в комнатах его сестер Марии, Ольги и Александры — кретоном.
Во второй половине XIX века на острове были захоронены несколько любимых императорских собачек, места захоронения отмечались небольшими надгробиями.
Попадали на остров на небольшом пароме, а позже на вёсельной лодке.
В настоящее время Детский домик находится на консервации.

### Белая башня
Объект культурного наследия народов РФ федерального значения. Рег. № 781510319380136 (ЕГРОКН). Объект № 7810445002 (БД Викигида)

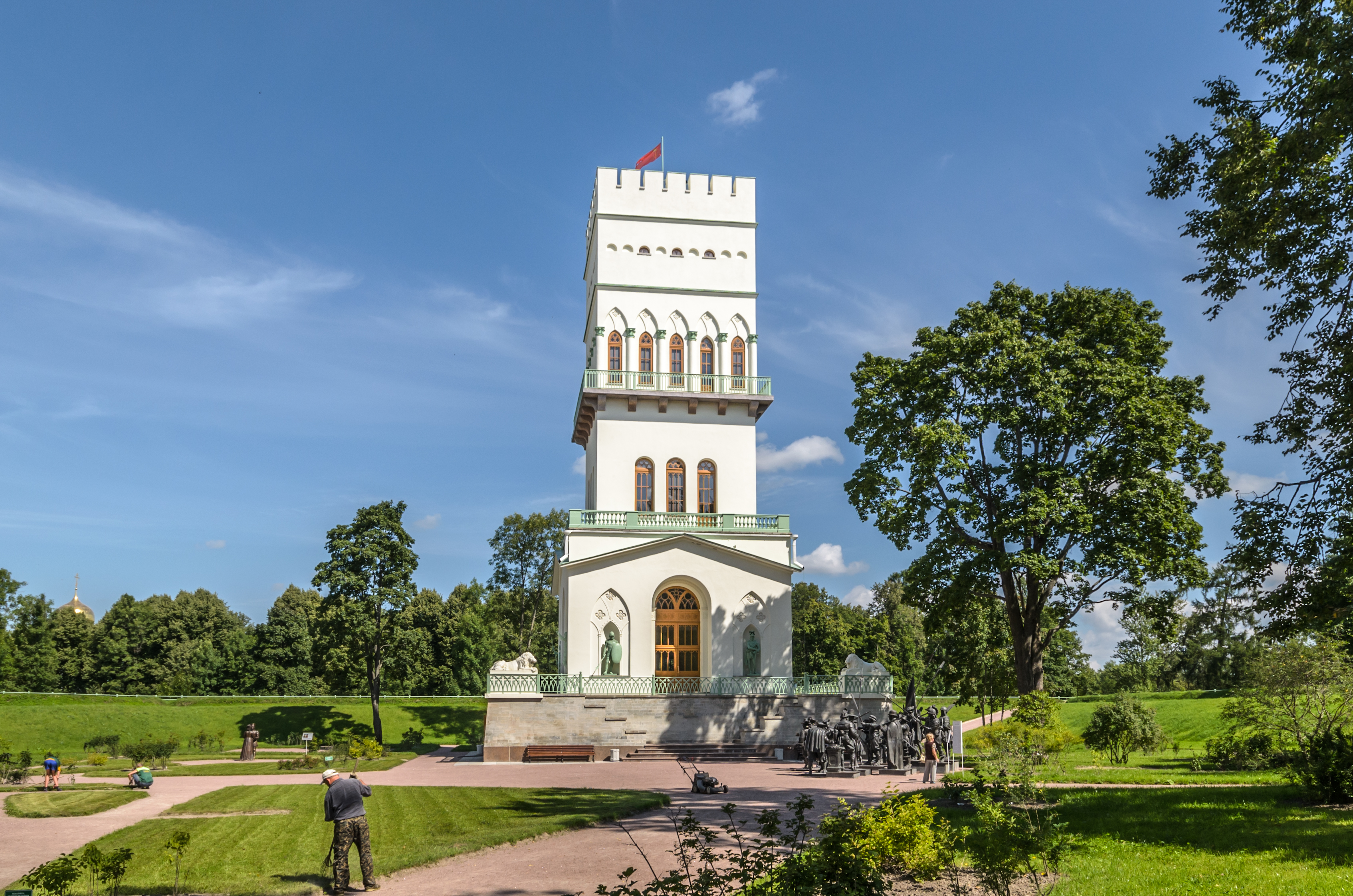
Белая башня

Белая башня — павильон навеянный образом средневекового рыцарского замка. Высота башни 37,8 метра, она окружена неглубоким рвом. Башня построена 1821—1827 годах по проекту архитектора А. А. Менеласа для сыновей императора Николая I — великих князей Александра, Николая, Михаила и Константина. Дети императора занимались там военными и гимнастическими упражнениями, а на верхнем этаже Башни находилась мастерская придворного живописца, который давал им уроки рисования и живописи.
Внутри Белой башни одна над другой располагались комнаты: на первом этаже — столовая и буфетная, на втором — камердинерские комнаты, в третьем — гостиная, в четвёртом — кабинет и спальня, на пятом — гардеробная и библиотека. Завершался павильон открытой площадкой, с которой открывался прекрасный вид на окрестности.
Интерьеры Башни создавались многими известными петербургскими мастерами: росписи исполнили Д. Б. Скотти и В. Брандуков, мебель изготовили придворные поставщики братья Гамбс.
Фасады башни украшают чугунные скульптуры рыцарей и русских витязей работы скульптора Демут-Малиновского. Четыре чугунных льва на террасе отлиты по модели К. Ландини на Александровском заводе.
В годы Великой Отечественной войны Белая башня подверглась почти полному разрушению: сохранилась лишь нижняя часть здания. Восстановление памятника началось в 1990-х годах и закончилось только в 2012 г. Историческая планировка помещений и внутреннее убранство полностью не воссоздавалось. В настоящее время Белая башня открыта для посетителей и используется как детский музейный центр.

### Шапель
Объект культурного наследия народов РФ федерального значения. Рег. № 781510319380076 (ЕГРОКН). Объект № 7810445045 (БД Викигида)

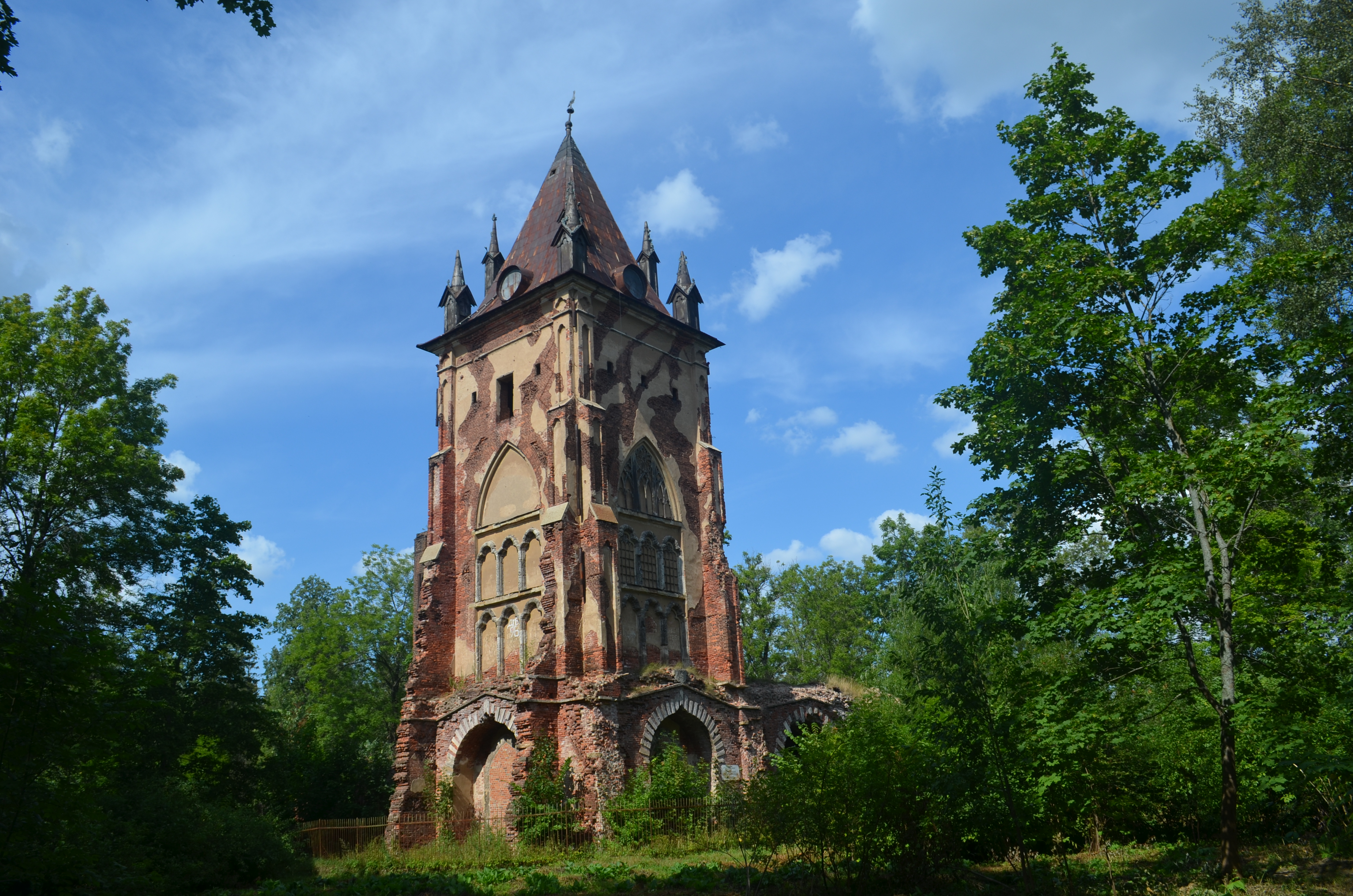
Павильон «Шапель», 2014 год

Павильон «Шапель» (от фр. chapelle — капелла) появился на окраине Александровского парка в 1828 году. Выглядел он как готическая часовня, разрушенная временем. Проект сооружения принадлежит архитектору Адаму Адамовичу Менеласу. Шапель представляла собой две квадратные башни, одна из которых полностью «обвалилась», соединённые широкой аркой. В окнах Шапели были установлены цветные стёкла, что ещё больше подчёркивало готический стиль.
Скульптуры в павильоне, также как и скульптуры Белой башни, исполнены скульптором Демут-Малиновским. Статую Христа, находившуюся в Шапели (ныне — в собрании Государственного Эрмитажа), создал по заказу вдовствующей императрицы Марии Федоровны немецкий скульптор Иоганн-Генрих фон Даннекер.
В годы войны павильон сильно пострадал. Реставрация завершена в сентябре 2018 года.

### Арсенал
Объект культурного наследия народов РФ федерального значения. Рег. № 781510319380466 (ЕГРОКН). Объект № 7810445041 (БД Викигида)
 Объект культурного наследия народов РФ федерального значения. Рег. № 781610434790016 (ЕГРОКН). Объект № 7810445008 (БД Викигида)

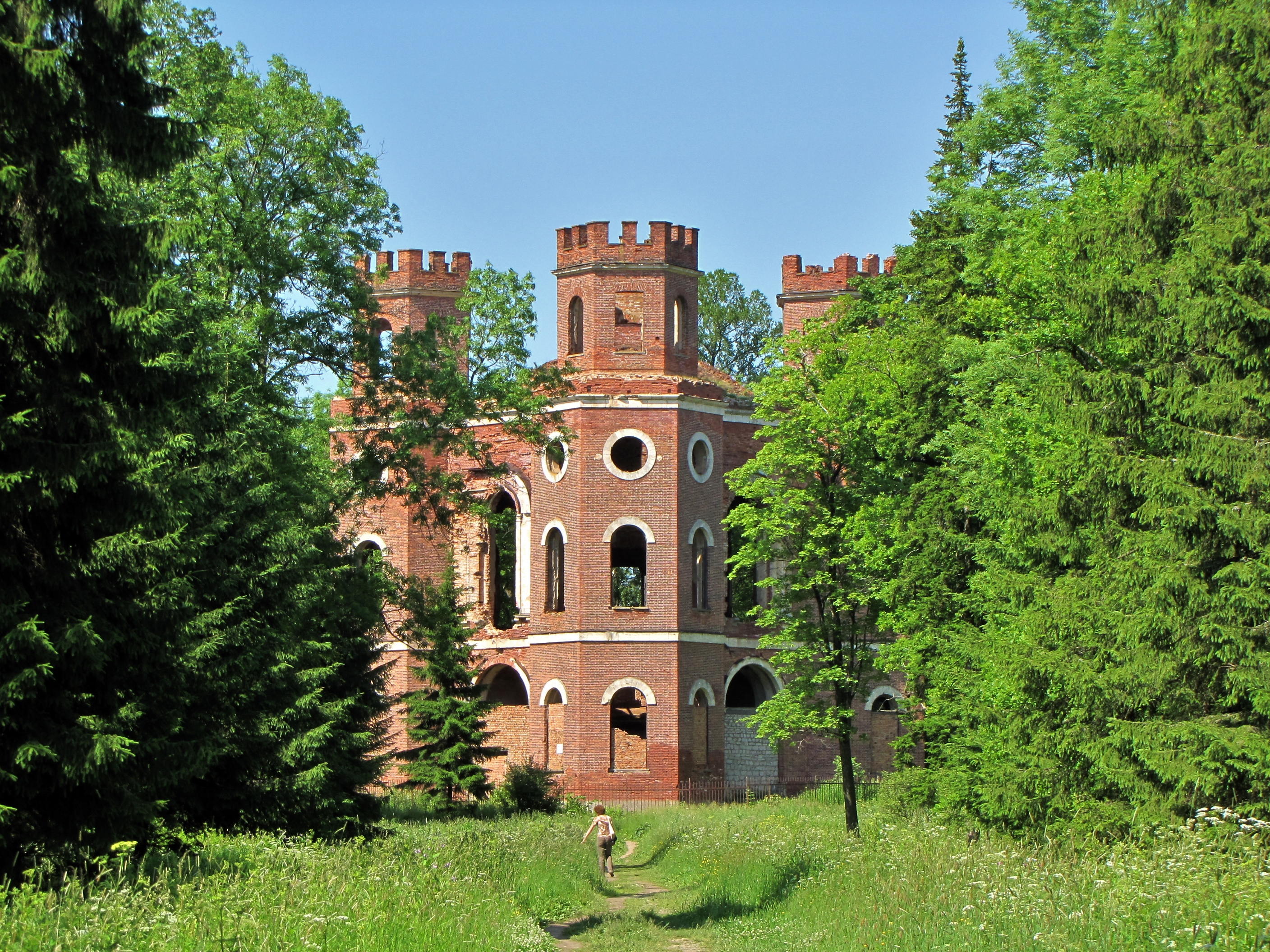
Арсенал, 2009 год

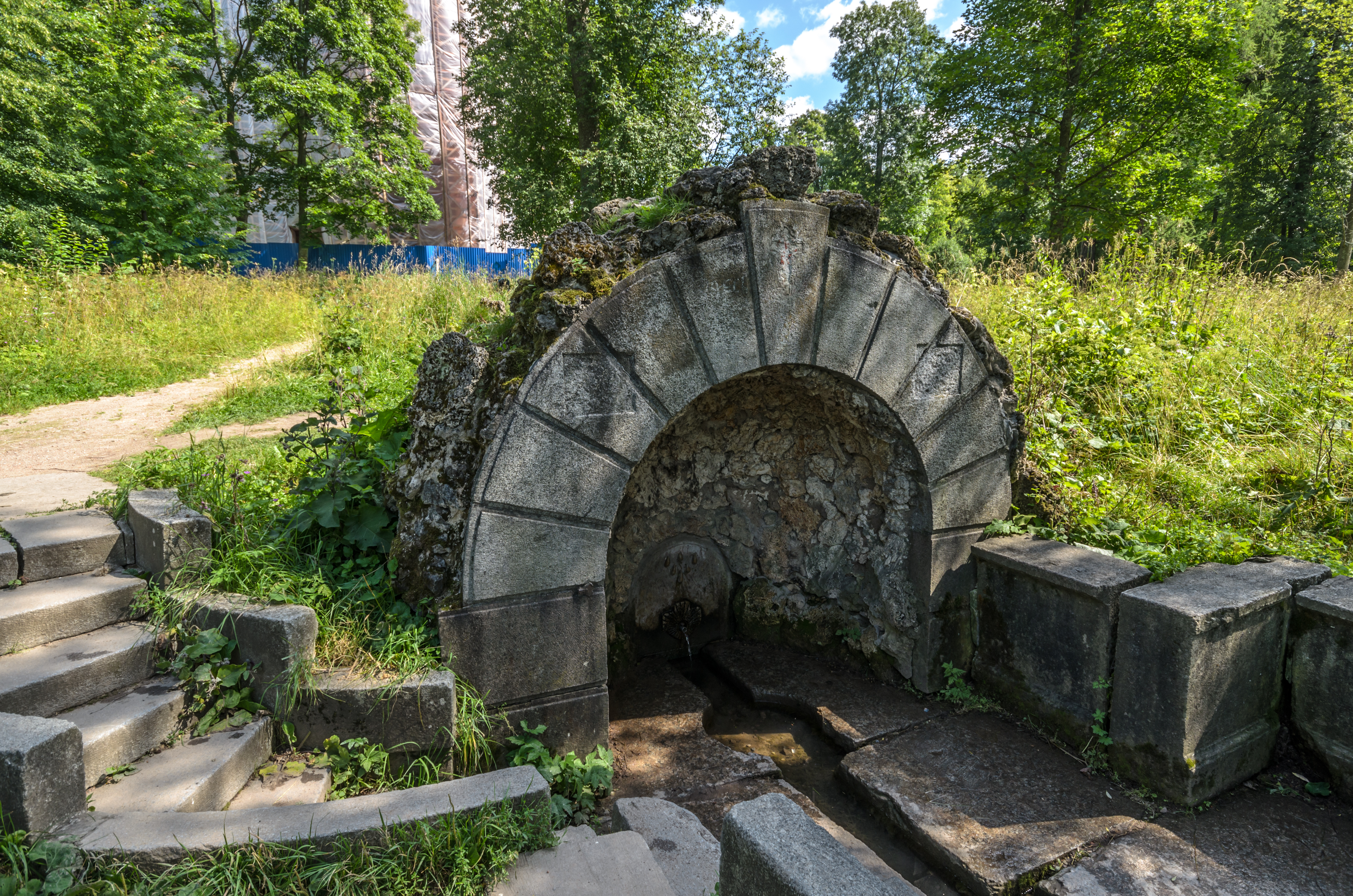
Грот-родник

Строительство павильона «Арсенал» завершилось в 1834 году. Рядом с ним был создан грот-родник, в конце XIX века он был реконструирован архитектором С. Данини. Интерьеры Арсенала были великолепны: высокие окна с подлинными средневековыми витражами, изящные лёгкие своды, росписи. Центральное место занимал восьмиугольный «Зал рыцарей», расположенный на втором этаже, в котором размещалась лучшая часть коллекции оружия, принадлежавшей императору Николаю I.
В каждой комнате были выставлены отдельные группы вещей, объединённые какой-либо темой. В прихожей стояли, создавая иллюзию караула, манекены в доспехах. В Албанской комнате были представлены ценнейшие предметы из императорского собрания персидского, турецкого, японского и китайского оружия. В кабинете можно было видеть великолепные испанские, итальянские и немецкие шпаги. В библиотеке размещалось русское и польское оружие.
В 1885—1886 годах император Александр III это уникальное собрание передал в Императорский Эрмитаж. Некоторые предметы из этого собрания сейчас экспонируется в Рыцарском зале.
Во время Великой Отечественной войны Арсенал подвергся значительным разрушениям. В 2012—2016 годах Арсенал был отреставрирован. В августе 2016 года в залах павильона открылась постоянная экспозиция «Царскосельский Арсенал. Императорская коллекция оружия».

### Комплекс фермы
Объект культурного наследия народов РФ федерального значения. Рег. № 781520319381006 (ЕГРОКН). Объект № 7810445072 (БД Викигида)

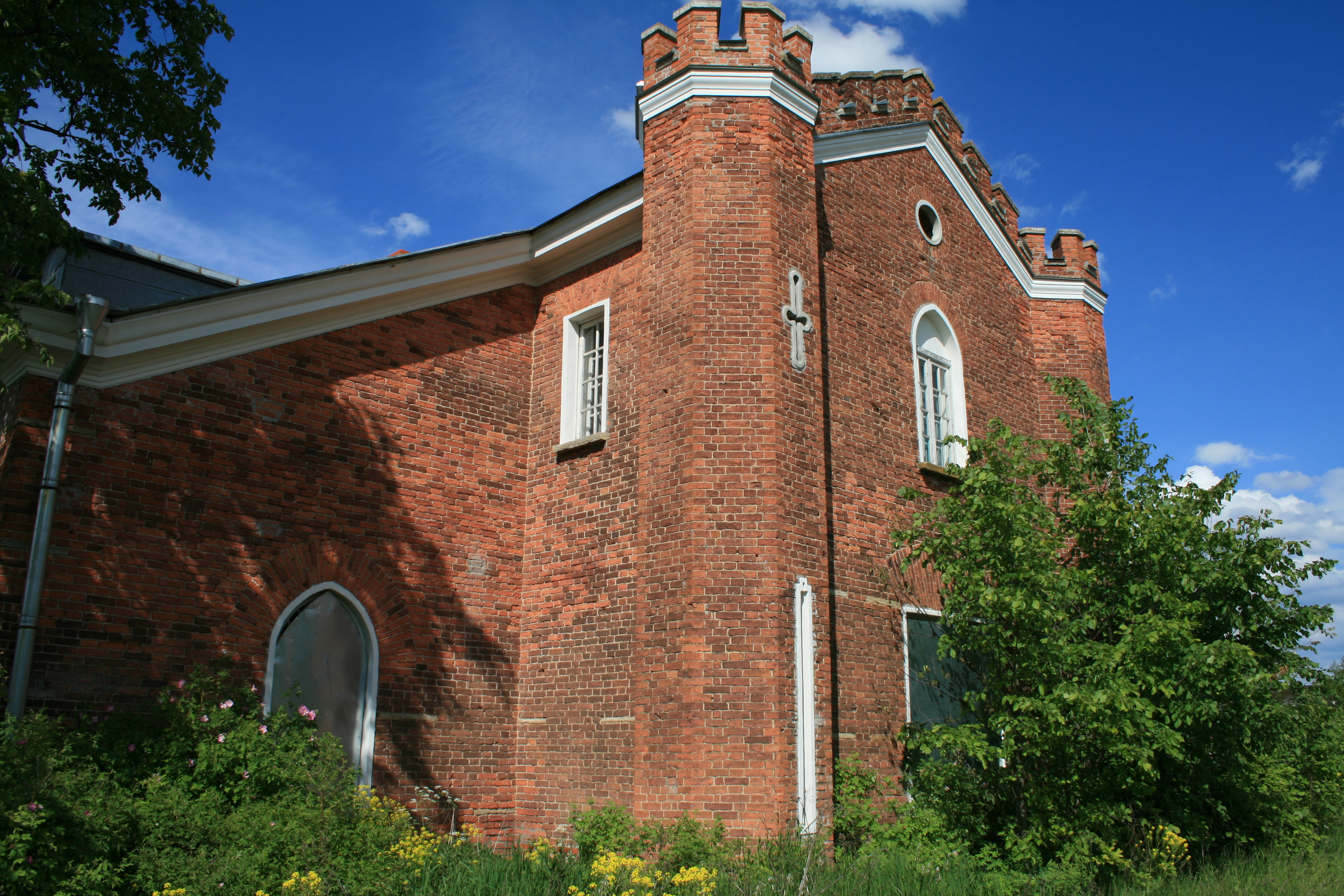
Домик смотрителя императорской фермы

В северной части Александровского парка расположены Императорская ферма и обширный участок земли, предназначавшийся для выпаса скота. Ферма была учреждена, в 1828 году, не только для обслуживания императорского двора — на неё возлагалась задача отбора лучших пород скота для всего российского животноводства. После многочисленных экспериментов к началу XX века удалось постоянно получать и продавать приплод, молочные продукты использовать для нужд Высочайшего двора, а излишки (с разрешения начальника Дворцового управления) продавать всем желающим.
В многочисленных флигелях на территории фермы располагались службы и квартиры ветеринарного врача и скотников, а также большой ледник и маслобойня. В настоящее время из построек Императорской фермы лучше всего сохранились здание Коровника и Дом смотрителя, сооруженный из красного кирпича.
Сейчас на территории фермы расположен конный комплекс музея-заповедника.

### Ратная палата
Объект культурного наследия народов РФ федерального значения. Рег. № 781510319380116 (ЕГРОКН). Объект № 7810445058 (БД Викигида)
Рядом с Фермой расположено здание Государевой Ратной палаты.

### Пенсионерная конюшня и кладбище лошадей
Объект культурного наследия народов РФ федерального значения. Рег. № 781510319380046 (ЕГРОКН). Объект № 7810445019 (БД Викигида)

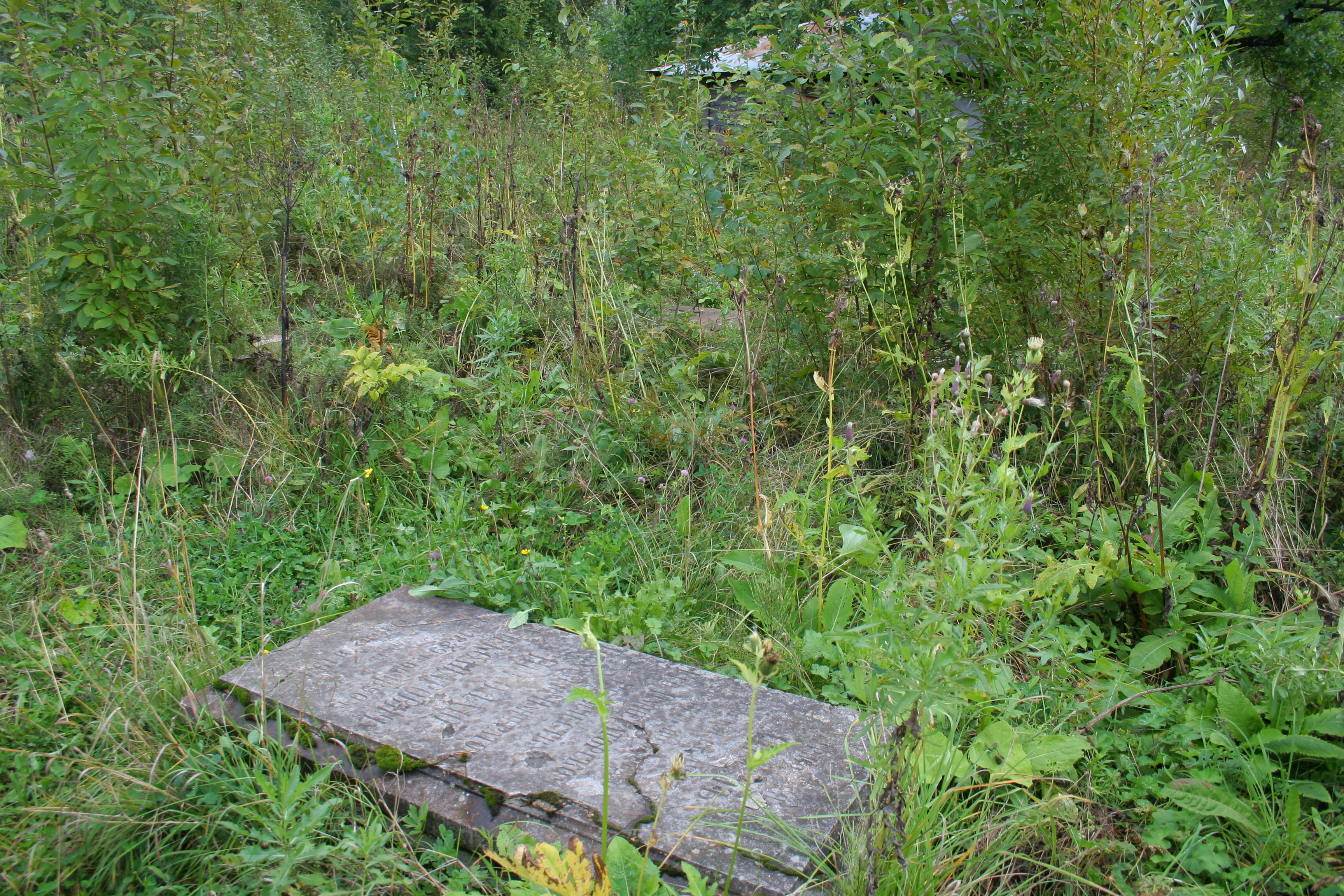
Остатки кладбища лошадей в Александровском парке

В январе 1826 года император Николай I повелел перевести восемь верховых лошадей «…собственного седла императора Александра Павловича», доживавших свой век «на пенсионе» в конюшнях Санкт-Петербурга, в Царское Село, где им было выстроено особое здание, названное Пенсионерной конюшней. Двухэтажный павильон с круглой лестничной башней-бельведером, двумя трёхгранными эркерами и одноэтажной пристройкой возведен из кирпича в стилистике английской готики. В верхнем этаже располагались квартиры смотрителя и конюхов.
Недалеко от южного фасада здания расположено кладбище лошадей «собственного императорского седла». Ряды каменных плит с высеченными на них надписями указывают места погребения любимых коней русских императоров от Александра I до Николая II. Первые захоронения появились здесь в 1830-х годах, последние были сделаны незадолго до революции 1917 года.

### Ламской павильон
Объект культурного наследия народов РФ федерального значения. Рег. № 781510319380086 (ЕГРОКН). Объект № 7810445043 (БД Викигида)
К западу от павильона «Арсенал», у Ламского пруда находятся руины Ламского павильона, разрушенного в годы Великой Отечественной войны. Павильон был построен в 1820—1822 годах специально для содержания лам, присланных в подарок императору Александру I из Южной Америки. В помещениях для обслуживающего персонала в начале XX века были устроены квартиры для парковых сторожей. В мае 2017 года начаты первоочередные противоаварийные работы, которые включают в себя: расчистку прилегающей территории от кустарника и мелколесья, изготовление и установку неинвентарных лесов и временной кровли, разборку завалов в помещениях, расчистку и реставрацию деструктированной кирпичной кладки, обработку поверхности кладки гидрофобизаторами, биоцидными составами и антисолевыми блокираторами. После определения источника финансирования будет рассмотрен вопрос о дальнейшей разработке проектно-сметной документации и реставрации павильона.

### Красносельские ворота
Объект культурного наследия народов РФ федерального значения. Рег. № 781510319380156 (ЕГРОКН). Объект № 7810445004 (БД Викигида)
59°43′14″ с. ш. 30°21′59″ в. д.

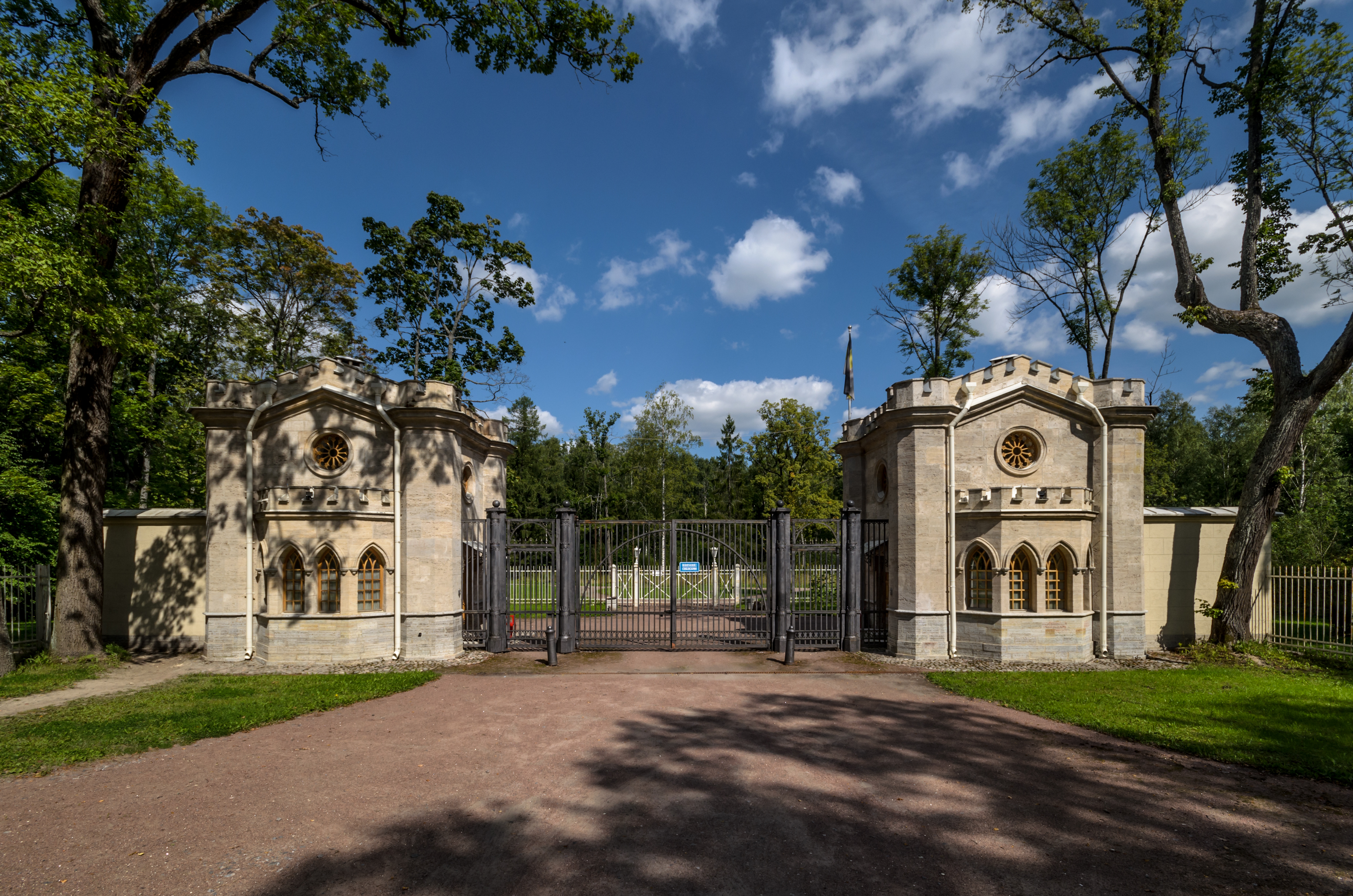
Красносельские ворота

Другие названия: Слоновые ворота, Белые караулки, Каменные караулки. Построены 1823—1824 годах в неоготическом стиле по проекту архитектора А. Менеласа. Своё второе название ворота получили из-за находившегося поблизости в парке «Павильона для слонов», построенного в 1828 году тем же архитектором. Ворота состоят из двух симметрично расположенных кирпичных караулок, облицованных пудостским известняком и увенчанных зубцами из того же материала. Постройки украшают стрельчатые окна в эркерах. В антресольный этаж свет проникал через круглые окошки, стены внутри были оштукатурены, оконные и дверные заполнения выполнены из дуба, имелись печи, наверх вели деревянные лестницы. Чугунные ворота, соединявшие два этих небольших здания и украшенные орнаментом в виде стрельчатых арочек, состояли из четырёх пилонов. Пилоны были увенчаны шарами, имели высокую створную часть в центре и калитки в боковых пролётах. В 1846 году металлическая часть Слоновых ворот была перенесена на Старо-Красносельскую дорогу, в том месте, где она выходила из Баболовского парка. На новом месте ворота получили новое имя — Старо-Красносельские. Лишённые металлической части, сооружение стали называть — просто Белыми или Кирпичными караулками.
В период с декабря 2005 года по 26 мая 2008 года польскими специалистами из Мастерских по реставрации памятников старины «PKZ», выполнена реставрация сооружения: из Баболовского парка возвращены на место чугунные ворота, восстановлен внешний вид павильонов, печное отопление, подведены необходимые инженерные сети.
Караулкам возвращено их историческое предназначение: в комфортных условиях проживания здесь разместились лесники и парковые рабочие.

### Елевая караулка
59°43′35″ с. ш. 30°21′52″ в. д.

Караулка из кирпича, построена архитектором Сильвио Данини в 1909 году.

В настоящее время остались только кирпичные стены, рядом (25 метров на северо-запад) — бетонный колодец, скорее всего, дренажный.